# Taxiarchis
Die Taxiarchis war eine Fähre der griechischen NEL Lines, die 1976 als RoRo-Frachter unter dem Namen Union Hobart in Dienst gestellt wurde. Seit April 2015 war das Schiff aufgelegt, ehe es im September 2023 nach acht Jahren Liegezeit zum Abbruch nach Aliağa ging.

## Geschichte
Die Union Hobart entstand unter der Baunummer 186 in der Framnæs Mekaniske Værksted in Sandefjord und lief am 12. Februar 1976 vom Stapel. Nach der Übernahme durch die Union Steam Ship Company wurde das Schiff noch im selben Jahr im Linienverkehr zwischen Australien und Neuseeland in Dienst gestellt. Die Union Hobart verfügte zu diesem Zeitpunkt als RoRo-Frachter über eine Kapazität von lediglich 12 Passagieren.
1984 erhielt das Schiff den Namen Seaway Hobart und war fortan unter australischer Flagge zwischen Melbourne und Hobart in Fahrt. Nach mehreren Jahren im Dienst auf dieser Strecke beendete es am 17. Januar 1993 seine letzte Überfahrt und wurde anschließend nach Griechenland verkauft.
Nach ihrer Ankunft wurde die mittlerweile in Seaway I umbenannte Seaway Hobart in eine Werft nach Perama gebracht, um dort zu einer Passagierfähre umgebaut zu werden. Die Tonnage des Schiffes erhöhte sich hierbei von 4.120 auf 10.749 BRT. 1994 nahm die nun in Agia Methodia umbenannte Fähre den Dienst zwischen Patras und Brindisi auf. Im April 1995 wurde die Agia Methodia an Eurolink Ferry Service verchartert und auf der Strecke von Sheerness nach Vlissingen eingesetzt. Im Juni 1995 erhielt sie den Namen Euromantique.
Ab Dezember 1996 wurde das Schiff von der Dart Line auf der Strecke von Dartford nach Vlissingen eingesetzt. Im Juni 1997 charterte die spanische Fährgesellschaft ISNASA die Euromantique für den Einsatz zwischen Algeciras und Tanger. Nach der Insolvenz von ISNASA im Mai 1998 wurde das Schiff erst in Algeciras und anschließend in Piräus aufgelegt.
Neuer Eigner wurde im Januar 1999 die Maritime Company of Lesvos, welche der Euromantique den Namen Taxiarchis gaben und im Juni 1999 für deren Tochtergesellschaft NEL Lines auf der Strecke von Leros nach Piräus in Dienst stellten. Nachdem das Schiff im Mai 2007 kurzzeitig an die ägyptische Reederei El Salam Maritime verchartert wurde, wechselte es im November 2007 auf die Strecke von Piräus über Chios nach Mytilini.
Am 15. Oktober 2008 wurde die Taxiarchis für vier Monate in Drapetsona aufgelegt, ehe sie im Februar 2009 zwischen Lavrion, Agios Efstratios, Lemnos und Kavala zum Einsatz kam. Nach weiteren sechs Dienstjahren musste das Schiff wegen finanzieller Schwierigkeiten der Reederei im April 2015 in Lavrio arrestiert werden. NEL Lines meldete Insolvenz an und stellte den Fährbetrieb ein. Die Taxiarchis lag dort mehr als acht Jahre lang, zuletzt mit leichter Schlagseite, zusammen neben anderen Fähren in Perama auf.
Im September 2023 verließ die bereits im Januar zum Abbruch verkaufte Taxiarchis Perama unter Schlepp und traf im selben Monat bei den Abwrackwerften von Aliağa ein. Sie war das letzte noch aufgelegte Schiff der ehemaligen NEL Lines, nachdem im Jahr zuvor bereits die Theofilos und die Mytilene in Aliağa abgewrackt wurden.